# Iglesia de Santa María la Mayor (Abajas)
La iglesia de Santa María la Mayor de Abajas (provincia de Burgos, España), es un templo románico.
El solar sobre el que se asienta la iglesia se levanta por encima del pueblo y ofrece una buena oportunidad para asomarse a La Bureba. La iglesia se estructura en dos naves.
Su portada está en el lado sur, y al lado la torre campanario cuadrangular. Todo el conjunto está erigido en piedra arenosa. El semicírculo del ábside, presenta bóveda de horno, mientras que el presbiterio y la nave, se cierran en bóveda de cañón ligeramente apuntado. 
La nave lateral norte, anexionada posteriormente, hacia el año 1600, tiene tres tramos cubiertos con bóveda de crucería estrellada, siendo la del tramo central, idéntica a la de la sacristía. 
Al exterior, el ábside se levanta sobre un pequeño pódium y muestra una articulación de tres paños, producida por dos esbeltas columnas que enlazan directamente con la cornisa. Los vanos son de arco de medio punto y no todos visibles al exterior debido al adosamiento de la nave septentrional con uno de los tramos. Sus tímpanos se decoran con tres arquitos ciegos de medio punto, uno en la parte superior y los otros dos en la inferior. 
Una hilera de canecillos orla el alero del ábside. La fase constructiva dominante en el templo es claramente románica, distinguiéndose una primera etapa a mediados del siglo XII (año 1150) que corresponde a la fase principal y ábside, y una segunda hacia 1175, en la que se fabrica la portada. Luego ha habido otras reformas y añadidos posteriores, como la nave lateral Norte, la torre de las campanas, la capilla en el muro sur y el atrio. 
En el interior, el ábside está cubierto por una bóveda de horno, mientras que una bóveda de cañón, ligeramente apuntada, cubre el presbiterio y la nave principal. La nave lateral se añadió en el siglo XVI y tiene tres tramos cubiertos con bóveda de crucería estrellada. Se advierte la labra original de los sillares, gracias al reciente trabajo de picar el encalado por las obras de restauración en 1993. Estos trabajos de conservación (cuyo coste fue de 27 millones de pts) han servido para sacar de la ruina a este bellísimo templo. 
El interior de esta iglesia está relacionada con el grupo de Silos, especialmente la portada. Está formada por dos arquivoltas, una historiada y otra lisa, y un curioso tímpano, decorado con arquitos ciegos polilobulados, sostenido por ménsulas. Hay una gran riqueza de temas iconográficos, algunos muy característicos del románico: hombre luchando contra dragón, encapuchado sacándose una espina, jinete con un perro sobre el caballo, águila cazando (con doble significado: uno negativo el humano débil indefenso ante el mal y el significado positivo: el águila representa a la renovación que al comer una liebre símbolo de lo vergonzoso se transforma en un ser nuevo).. La lucha entre un hombre un dragón( pudiera representar la escena de un San Miguel luchando con un dragón).Son formas de transmitir las ideas religiosas donde se enfrentan las fuerzas del bien y del mal, representadas con las figuras de las arquivoltas. 
En los capiteles del interiorencontramos leones, arpías y aves afrontadas. Hay también algunos más sencillos, adornados con decoración floral.